# قلعه اسدیه
قلعه اسدیه مربوط به دوره قاجار است و در اسدیه، داخل شهر واقع شده و این اثر در تاریخ ۲۴ فروردین ۱۳۸۲ با شمارهٔ ثبت ۸۲۷۸ به‌عنوان یکی از آثار ملی ایران به ثبت رسیده است.